# فرانچسکو ماشارلی
فرانچسکو ماشارلی (ایتالیایی: Francesco Masciarelli؛ زادهٔ ۵ مهٔ ۱۹۸۶) دوچرخه‌سوار اهل ایتالیا است. وی در مسابقات جیرو دیتالیا شرکت کرده است.